# Jan Jalowietzki
Jan Jalowietzki (* 16. Februar 1996 in Friedrichshafen) ist ein deutscher Volleyballspieler.

## Karriere
Jan Jalowietzki ist der Sohn des mehrfachen deutschen Meisters Bogdan Jalowietzki. Er begann seine Karriere 2013 in der Zweiten Bundesliga bei den Volley Young Stars, dem Nachwuchs des Bundesligisten VfB Friedrichshafen. In der Saison 2015/16 spielte der Außenangreifer beim Zweitligisten GSVE Delitzsch. Danach wechselte er innerhalb der Liga zum SV Fellbach. 2018 wurde er vom Erstligisten Netzhoppers Königs Wusterhausen verpflichtet. In der Saison 2018/19 erreichte er mit dem Verein das Viertelfinale im DVV-Pokal und den neunten Platz in der Bundesliga. In seiner letzten Saison bei den Netzhoppers erreichte er das Pokalfinale und belegten am Ende Platz zwei in der DVV-Pokalrunde. Nach diesem Erfolg trat er etwas kürzer und spielte in der Saison 2021/22 beim VC Wolfurt in der 2. Bundesliga in Österreich, um sich nebenher besser auf seinen Job als Fitnesstrainer fokussieren zu können. Nach einer der erfolgreichsten Saisons der Vereinsgeschichte beim VC Wolfurt (Platz 2 im Grunddurchgang, Aufstiegs-Playoffs und Topscorer der Liga) sucht Jalowietzki jetzt eine neue Herausforderung beim deutschen Zweitligisten TSV Mimmenhausen.